# Михайло Єло-Малинський
Михайло Єло-Малинський (*д/н —бл. 1572) — війт Луцька у 1566—1572 роках. Разом з братом Соколом став першим використовувати прізвище Єло-Малинський.

## Життєпис
Походив з впливового українського шляхетського роду Єловичів гербу П'ятиріг з Волині. Син Дашка Єловича. Є відомості, що, починаючи з 1540-х років, він поступово розширював свої володіння шляхом купівлі нерухомості. 1543 році Михайло разом з молодшим братом Соколом купив у Свищовських «на вічність» пляц в Луцькому окольному замку і фільварок на передмісті.
В описах Луцького замку 1545 та 1552 роках згадуються городні, які частково утримувалися Михайлом Єло-Малинськими. 1564 року отримав королівський привілей на утворення містечка в маєтку Вербоє. В результаті перетворилися на одного з волинських магнатів. 1565 року стає маршалком господарським Кременецького повіту.
У 1566 році король видав привілей на луцьке війтівство Михайлу Єло-Малинському, який викупив його за борг, що позичив Івану Борзобагатому 1564 року. Утім, 28 січня того ж року в місті розгорілася суперечка за володіння війтівським урядом. Своє право на нього заявив також лентвійт Щасний Красимовський. Обидві сторони мали впливових захисників: Єло-Малинський — королівського дворянина Василя Мацковича, а Щ. Красимовський — любачівського каштеляна Миколая Лисаковського. Останній заявив, що начебто йому король за борг уступив війтівство, а він поступається ним лентвійтові. У тій ситуації міська рада виступила проти Єло-Малинського.
Упродовж лютого — початку березня того ж року конфлікт між новим війтом і міською громадою загострився з того приводу, що міщани всупереч королівським листам про вияв «послушенства» Михайлу Єлу-Малинському не визнавали його влади. Коли 4 березня війт зажадав виконання королівського розпорядження про збір подушного податку, райці, порадившись між собою, відмовилися виконувати цей наказ, а також підпорядковуватися урядникові. Дійшло навіть до того, що збунтовані міщани й міська рада заявили, що відмовляються підлягати не тільки війтові, але й королеві Бонні.
5 березня 1566 року прислав свого ставленика — лентвійт Станіслав Романовський. Останній скаржився на бурмистра, райців і луцьких міщан, які, незважаючи на кілька королівських листів, де наказувалося міщанам визнати владу М. Єло-Малинського і його як лентвійта, робити цього не хотіли. Восени того ж року заплатив 4 тис. польських злотих Івана Борзобагатому за остаточне відмовлення від війтівства. 
1569 році стає королівським маршалком. У 1569–1570 роках Михайло Єло-Малинський віддав війтівські доходи в оренду радивилівському жиду Юзефові Якубовичу. 5 листопада 1570 року возний Семен Підгаєцький свідчив, що 3 листопада Михайло Єло-Малинський добровільно уступив королівському коморнику Яну Добецькому війтівство і війтівський дім та передав ключі від війтівських комор, у які новий війт склав свої та королівські речі. Далі Я. Добецький у королівських справах поїхав з Луцька, припоручивши війтівство приятелю Бальцеру Вілкошевському. Наступної ночі сини М. Єло-Малинського Матвій, Костянтин та Іван з кількома десятками слуг захопили війтівський будинок, заявивши, що не боронять Б. Вілкошевському і далі мешкати в ньому, але не дозволяли Я. Добецькому вступити у війтівство.
У 1572 році передав війтівство своєму старшому синові Івану. Невдовзі, ймовірно, помер.

## Родина
Дружина — Богдана, донька Гнівоша Яловицького, кременецького повітового судді
Діти:
- Іван (д/н—1572), війт Луцька у 1572 році, королівський секретар
- Остафій, війт Луцька у 1572—1575 роках
- Матвій, війт Луцька у 1575—1581 роках, королівський секретар
- Костянтин, війт луцька у 1573 році
- Василь (д/н—1619)
- Раїна (д/н—після 1610), дружина Івана Олехновича Борзобагатого